# Nowotrojizke (Wolnowacha)
Nowotrojizke (ukrainisch Новотроїцьке; russisch Новотроицкое/Nowotrojizkoje) ist eine Siedlung städtischen Typs im Osten der Ukraine in der Oblast Donezk mit etwa 7000 Einwohnern.
Die Siedlung städtischen Typs befindet sich im Nordosten des Rajons Wolnowacha, etwa 14 Kilometer nordöstlich vom Rajonszentrum Wolnowacha und 34 Kilometer südwestlich vom Oblastzentrum Donezk entfernt am Fluss Sucha Wolnowacha gelegen. Durch den Ort führt die Fernstraße N 20.
Der Ort entstand durch Ansiedlungsbemühungen des Russischen Reiches im Jahre 1824, eine Vorgängersiedlung bestand schon seit 1773. Die Siedler kamen aus dem Dorf Trojizkoje im Okrug Taganrog und benannten den Ort dementsprechend auf seinen heutigen Namen um. Sie erhielt 1938 den Status einer Siedlung städtischen Typs, im Mai 2014 gab es Kämpfe im Ort im Verlauf des Ukrainekrieges.
Um den Ort herum gibt es große Mineralgesteinsvorkommen, diese werden in offenen Tagebauen abgebaut und bestimmen das Leben im Ort.
Am 12. Juni 2020 wurde die Siedlung ein Teil neugegründeten Siedlungsgemeinde Olhynka, bis dahin bildete sie die gleichnamige Siedlungsratsgemeinde Nowotrojizke (Новотроїцька селищна рада/Nowotrojizka selyschtschna rada) im Nordosten des Rajons Wolnowacha.
Im Dezember 2024 (≈13. Dezember) wurde bekannt, auch vom Institute for the Study of War (ISW) bestätigt, dass Nowotrojizke durch die Armee der russischen Föderation eingenommen wurde, als weiteren Schritt in Richtung der Stadt Pokrowsk, die als Primärziel der Offensive dient.